# Grand Prix automobile d'Italie 1995
GP précédent GP suivant
Le Grand Prix automobile d'Italie 1995 (Pioneer 66° Gran Premio d'Italia) disputé sur le circuit de Monza, en Italie, le 10 septembre 1995, est la quarante-cinquième édition du Grand Prix, le 576e Grand Prix de Formule 1 couru depuis 1950 et la douzième manche du championnat 1995.

## Grille de départ
| Pos. | No | Pilote                   | Écurie             | Temps Q1       | Temps Q2       | Écart     |
| ---- | -- | ------------------------ | ------------------ | -------------- | -------------- | --------- |
| 1    | 6  | David Coulthard          | Williams-Renault   | 1 min 25 s 516 | 1 min 24 s 462 |           |
| 2    | 1  | Michael Schumacher       | Benetton-Renault   | 1 min 26 s 098 | 1 min 25 s 026 | + 0 s 564 |
| 3    | 28 | Gerhard Berger           | Ferrari            | 1 min 25 s 904 | 1 min 25 s 353 | + 0 s 891 |
| 4    | 5  | Damon Hill               | Williams-Renault   | 1 min 25 s 912 | 1 min 25 s 699 | + 1 s 237 |
| 5    | 27 | Jean Alesi               | Ferrari            | 1 min 26 s 323 | 1 min 25 s 707 | + 1 s 245 |
| 6    | 14 | Rubens Barrichello       | Jordan-Peugeot     | 1 min 26 s 981 | 1 min 25 s 919 | + 1 s 457 |
| 7    | 8  | Mika Häkkinen            | McLaren-Mercedes   | 1 min 28 s 895 | 1 min 25 s 920 | + 1 s 458 |
| 8    | 2  | Johnny Herbert           | Benetton-Renault   | 1 min 26 s 631 | 1 min 26 s 433 | + 1 s 971 |
| 9    | 7  | Mark Blundell            | McLaren-Mercedes   | 1 min 27 s 308 | 1 min 26 s 472 | + 2 s 010 |
| 10   | 30 | Heinz-Harald Frentzen    | Sauber-Ford        | 1 min 27 s 245 | 1 min 26 s 541 | + 2 s 079 |
| 11   | 25 | Martin Brundle           | Ligier-Mugen-Honda | 1 min 29 s 200 | 1 min 27 s 067 | + 2 s 605 |
| 12   | 15 | Eddie Irvine             | Jordan-Peugeot     | 1 min 27 s 573 | 1 min 27 s 271 | + 2 s 809 |
| 13   | 26 | Olivier Panis            | Ligier-Mugen-Honda | 1 min 28 s 418 | 1 min 27 s 384 | + 2 s 922 |
| 14   | 29 | Jean-Christophe Boullion | Sauber-Ford        | 1 min 30 s 997 | 1 min 28 s 741 | + 4 s 279 |
| 15   | 9  | Massimiliano Papis       | Arrows-Hart        | Pas de temps   | 1 min 28 s 870 | + 4 s 408 |
| 16   | 4  | Mika Salo                | Tyrrell-Yamaha     | 1 min 29 s 535 | 1 min 29 s 028 | + 4 s 566 |
| 17   | 3  | Ukyo Katayama            | Tyrrell-Yamaha     | 1 min 31 s 399 | 1 min 29 s 287 | + 4 s 825 |
| 18   | 24 | Luca Badoer              | Minardi-Ford       | 1 min 30 s 731 | 1 min 29 s 559 | + 5 s 097 |
| 19   | 23 | Pedro Lamy               | Minardi-Ford       | 1 min 29 s 936 | 1 min 31 s 402 | + 5 s 474 |
| 20   | 10 | Taki Inoue               | Arrows-Hart        | 1 min 30 s 632 | 1 min 30 s 515 | + 6 s 053 |
| 21   | 17 | Andrea Montermini        | Pacific-Ford       | 1 min 32 s 121 | 1 min 30 s 721 | + 6 s 259 |
| 22   | 22 | Roberto Moreno           | Forti-Ford         | 1 min 32 s 491 | 1 min 30 s 834 | + 6 s 372 |
| 23   | 21 | Pedro Diniz              | Forti-Ford         | 1 min 32 s 540 | 1 min 32 s 102 | + 7 s 640 |
| 24   | 16 | Giovanni Lavaggi         | Pacific-Ford       | 1 min 32 s 935 | 1 min 32 s 470 | + 8 s 008 |

## Classement de la course

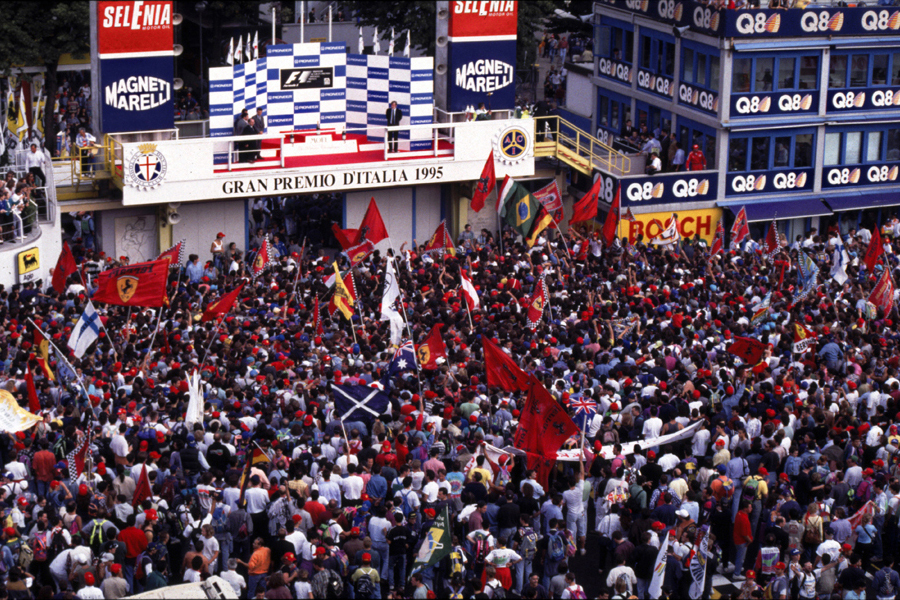
Le podium du Grand Prix

| Pos. | No | Pilote                   | Écurie             | Tours | Temps/Abandon                      | Grille | Points |
| ---- | -- | ------------------------ | ------------------ | ----- | ---------------------------------- | ------ | ------ |
| 1    | 2  | Johnny Herbert           | Benetton-Renault   | 53    | 1 h 18 min 27 s 916 (233,844 km/h) | 8      | 10     |
| 2    | 8  | Mika Häkkinen            | McLaren-Mercedes   | 53    | + 17 s 779                         | 7      | 6      |
| 3    | 30 | Heinz-Harald Frentzen    | Sauber-Ford        | 53    | + 24 s 321                         | 10     | 4      |
| 4    | 7  | Mark Blundell            | McLaren-Mercedes   | 53    | + 28 s 223                         | 9      | 3      |
| 5    | 4  | Mika Salo                | Tyrrell-Yamaha     | 52    | + 1 tour                           | 16     | 2      |
| 6    | 29 | Jean-Christophe Boullion | Sauber-Ford        | 52    | + 1 tour                           | 14     | 1      |
| 7    | 9  | Massimiliano Papis       | Arrows-Hart        | 52    | + 1 tour                           | 15     |        |
| 8    | 10 | Taki Inoue               | Arrows-Hart        | 52    | + 1 tour                           | 20     |        |
| 9    | 21 | Pedro Diniz              | Forti-Ford         | 50    | + 3 tours                          | 23     |        |
| 10   | 3  | Ukyo Katayama            | Tyrrell-Yamaha     | 47    | + 6 tours                          | 17     |        |
| Abd. | 27 | Jean Alesi               | Ferrari            | 45    | Roulement de roue                  | 5      |        |
| Abd. | 14 | Rubens Barrichello       | Jordan-Peugeot     | 43    | Panne hydraulique                  | 6      |        |
| Abd. | 15 | Eddie Irvine             | Jordan-Peugeot     | 40    | Moteur                             | 12     |        |
| Abd. | 28 | Gerhard Berger           | Ferrari            | 32    | Suspension                         | 3      |        |
| Abd. | 24 | Luca Badoer              | Minardi-Ford       | 26    | Accident                           | 18     |        |
| Abd. | 1  | Michael Schumacher       | Benetton-Renault   | 23    | Collision                          | 2      |        |
| Abd. | 5  | Damon Hill               | Williams-Renault   | 23    | Collision                          | 4      |        |
| Abd. | 26 | Olivier Panis            | Ligier-Mugen-Honda | 20    | Sortie de piste                    | 13     |        |
| Abd. | 6  | David Coulthard          | Williams-Renault   | 13    | Sortie de piste                    | 1      |        |
| Abd. | 25 | Martin Brundle           | Ligier-Mugen-Honda | 10    | Crevaison                          | 11     |        |
| Abd. | 16 | Giovanni Lavaggi         | Pacific-Ford       | 6     | Sortie de piste                    | 24     |        |
| Abd. | 23 | Pedro Lamy               | Minardi-Ford       | 0     | Différentiel                       | 19     |        |
| Abd. | 17 | Andrea Montermini        | Pacific-Ford       | 0     | Accident                           | 21     |        |
| Abd. | 22 | Roberto Moreno           | Forti-Ford         | 0     | Accident                           | 22     |        |

## Pole position et record du tour
- Pole position :  David Coulthard en 1 min 24 s 462 (vitesse moyenne : 245,933 km/h).
- Meilleur tour en course :  Gerhard Berger en 1 min 26 s 419 au 24e tour (vitesse moyenne : 240,364 km/h).

## Tours en tête
- David Coulthard : 13 tours (1-13)
- Gerhard Berger : 11 tours (14-24)
- Jean Alesi : 17 tours (25 / 30-45)
- Rubens Barrichello : 1 tour (26)
- Mika Häkkinen : 1 tour (27)
- Johnny Herbert : 10 tours (28-29 / 46-53)

## Statistiques
- 2e victoire pour Johnny Herbert.
- 23e victoire pour Benetton en tant que constructeur.
- 69e victoire pour Renault en tant que motoriste.
- 1er podium pour l'écurie Sauber.
- La course est arrêtée après le premier tour pour cause d'accident. Elle repartira avec la totalité de la distance à parcourir.
- Andrea Montermini et Roberto Moreno ne prendront pas le second départ.
- Durant le tour de formation du premier départ David Coulthard a fait une sortie de piste, mais comme le drapeau rouge sera agité pour cause d'accident, il pourra reprendre sa place à la pole position de la grille pour le deuxième départ.
- La responsabilité de Damon Hill dans la collision avec Michael Schumacher lui vaut une suspension de deux courses avec sursis.

## Classements généraux à l'issue de la course
- Note : Benetton et Williams ont été disqualifiés lors du Grand Prix inaugural du Brésil pour utilisation de carburant non conforme à la réglementation de la Formule 1[3]. L'échantillon d'essence prélevé à l'issue de la course ne correspondait pas aux spécifications de l'échantillon témoin fourni à la FIA[4]. Les écuries ont fait appel de cette décision, ce qui a conduit à une annulation de la sanction concernant les pilotes qui ont conservé leurs points, mais un maintien de la pénalité pour les écuries. Benetton a ainsi perdu les 10 points de la victoire de Michael Schumacher et Williams les 6 points de la seconde place de David Coulthard, d'où une différence entre les points obtenus par ces écuries et les totaux des résultats de leurs pilotes[5],[6].

| Pos. | Pilote                   | Écurie             | Points |
| ---- | ------------------------ | ------------------ | ------ |
| 1    | Michael Schumacher       | Benetton-Renault   | 66     |
| 2    | Damon Hill               | Williams-Renault   | 51     |
| 3    | Johnny Herbert           | Benetton-Renault   | 38     |
| 4    | Jean Alesi               | Ferrari            | 32     |
| 5    | David Coulthard          | Williams-Renault   | 29     |
| 6    | Gerhard Berger           | Ferrari            | 25     |
| 7    | Heinz-Harald Frentzen    | Sauber-Ford        | 14     |
| 8    | Mika Häkkinen            | McLaren-Mercedes   | 11     |
| 9    | Mark Blundell            | McLaren-Mercedes   | 10     |
| 10   | Rubens Barrichello       | Jordan-Peugeot     | 8      |
| 11   | Olivier Panis            | Ligier-Mugen-Honda | 8      |
| 12   | Martin Brundle           | Ligier-Mugen-Honda | 7      |
| 13   | Eddie Irvine             | Jordan-Peugeot     | 6      |
| 14   | Jean-Christophe Boullion | Sauber-Ford        | 3      |
| 15   | Mika Salo                | Tyrrell-Yamaha     | 2      |
| 16   | Aguri Suzuki             | Ligier-Mugen-Honda | 1      |
| 17   | Gianni Morbidelli        | Arrows-Hart        | 1      |

| Pos. | Écurie             | Points |
| ---- | ------------------ | ------ |
| 1    | Benetton-Renault   | 94     |
| 2    | Williams-Renault   | 74     |
| 3    | Ferrari            | 57     |
| 4    | McLaren-Mercedes   | 21     |
| 5    | Sauber-Ford        | 17     |
| 6    | Ligier-Mugen-Honda | 16     |
| 7    | Jordan-Peugeot     | 14     |
| 8    | Tyrrell-Yamaha     | 2      |
| 9    | Arrows-Hart        | 1      |